# Princeska z napako
Princeska z napako je slovenski socialno-psihološki mladinski roman, delo pisateljice Janje Vidmar. Glavni literarni lik romana je Fatima. Knjiga je prvič izšla leta 1998 v zbirki Dober dan, roman! založbe DZS, nato pa še leta 2000, 2002 in 2004.

## Vsebina
Zgodba se dogaja v mesecu decembru, v času pred novim letom. Opisuje deklico Fatimo, ki je  prišla v Slovenijo kot begunka, njeno življenje v šoli, družino in njene stiske. Fatima živi v kleti stanovanjskega bloka v Mariboru. V šoli se iz nje norčujejo. Ker je revna, tujka, pomanjkljivo oblečena za zimski letni čas in v njihovih očeh manjvredna, ji grenijo življenje. V šoli nima prijateljic, le sošolka Sanja spregovori kakšen stavek z njo in ji včasih odstopi malico. Nekega dne po pouku odhiti v drogerijo, kjer jo zamikajo sladkarije, zato jih ukrade. Pri kraji jo zalotijo, vendar ji na pomoč prihiti učiteljica Kodrlajsa, plača ukradeno in jo povabi na čaj v neko kavarno, kjer Fatima prvič v življenju okusi čokoladno torto. Dan pred bližajočim se novim letom jo razredničarka Makarena z vprašanjem, zakaj ni prinesla denarja za novoletni ples, osramoti pred celim razredom. Fatima naznani, da na ples sploh ne bo šla, vendar ostalim učencem Makarena predlaga, naj za njo zberejo denar. Fatima je postala zelo prizadeta. Osramočena hiti iz šole domov, kjer v parku sreča Adama, po njenem mnenju najlepšega fanta, kar jih je kdaj videla. Adam jo reši pred obritoglavcem Frenkijem, ki jo hoče poljubiti, in jo na koncu povabi na hišno zabavo. Adam je sin bogatih staršev in jo hoče le izkoristiti, saj je bila Fatima lepo dekle. Poleg ponujanja droge jo Adam še izkoristi. Odpelje jo v sobo, kjer Fatima izgubi nedolžnost. Prosi jo, naj o dogodku ne govori nikomur. Zaradi lakote in droge Fatima izgubi zavest. Zbudi se v avtu, od koder se odpravi proti domu, se vrže na posteljo in zaspi. Naslednji dan so v šoli zelo prijazni z njo, vendar Fatima ne razume zakaj. Šele, ko ji sošolka Nuša omeni petarde in vpraša, če bo njenega bratranca Adama izdala policiji, se Fatima zaveda, da se je moralo prejšnji dan nekaj dogajati, vendar se dogodkov ne spominja. Po končanem pouku jo pred šolo čaka Adam, ki jo z lepimi besedami zvabi v avto in odpelje domov, kjer ji pripravi kopel, jo nahrani in ponovno napije ter zlorabi. Fatimo oče najde pijano pred domačo hišo. Tudi tokrat se Fatima ne spominja ničesar. Ne spomni se, da so na poti domov Adam in njegova druščina pretepli njeno teto. Zaradi dogodka so sošolke zopet prijazne z njo. Ksenja celo zamenja z njo novo šolsko torbo. Ostali se z njo niso pogovarjali, ker so mislili, da je ona izdala Adama policiji. V šolo pride policist in pokličejo jo na zaslišanje. Fatimi postane slabo in namesto odgovorov na vprašanja začne bruhati. Učiteljica Kodrlajsa posumi, da je deklica morda noseča. Odpelje jo h ginekologu, kjer ugotovi, da je res noseča. Učiteljica jo pospremi domov in pove njeni mami. Njena mama odgovori, da se bo o tem, ali bodo obdržali otroka ali ne, odločil oče. Ko se v šoli novica razve in so vsi zopet prijazni z njo ter ji celo dajejo darila, je Fatima kljub svoji nesreči srečna. Vendar drugo leto zaradi nosečnosti verjetno ne bo smela hoditi v šolo. Na poti iz šole je v parku sreča Adama, ki zanika, da je otrok njegov. Nesrečna odide domov in na poti jo napade obritoglavec Frenki. Pred njegovimi udarci jo reši brat Džemal. Ko prideta domov, jo vidi tudi oče. Doma imajo zasedanje in odločijo se, da bo Fatima odšla k botru Esadu v Nemčijo. Oče napove maščevanje Adamu. Fatima sliši pogovor in pobegne k prijateljici Kodrlajsi. Skupaj odideta k Adamu in obvestita njegove starše, ki pa ju naženejo. Fatima odide domov, kjer mati vsa nesrečna čaka očeta. Domov ga ni bilo celo noč in zjutraj Fatima najde mamo vso krvavo. Odpeljejo jo v bolnišnico, ker je imela splav. V bolnici je tudi Adam. Fatima ga skrivaj obišče. Na obisk pride boter Esad, ki Fatimo odpelje s seboj v Nemčijo. Oče ji pošlje pismo, da se je vrnil v  Srebrenico. Njena mama je ostala v Sloveniji, kjer ji po najboljših močeh pomagajo sosedi. Fatima ponosno naznani, da se bo vrnila v Slovenijo, saj ima tu vse svoje prijatelje.

## Zbirka
Knjiga je izšla v zbirki Slovenska košarica

## Ocene in nagrade
Za knjigo Princeska z napako je Janja Vidmar leta 1999 prejela nagrado Večernica za najboljši roman v letu 1998, in prav tako leta 1999 nagrado Medaglia d'oro v italijanskem Trentu.
V šolskem letu 2002/2003 je postala Princeska z napako tudi temeljno književno delo na osnovnošolski stopnji na vseslovenskem tekmovanju za Cankarjevo priznanje.

## Izdaje in prevodi
- Prva slovenska izdaja iz leta 1998 (COBISS)
- Ponatis iz leta 2000 (COBISS), 2002 (COBISS), 2004 (COBISS)